# Corpo estranho nasal
Corpo estranho nasal é um corpo estranho no nariz. Os sintomas podem incluir secreção com mau cheiro de um lado do nariz. Ocorre com mais frequência no lado direito da pessoa. As complicações podem incluir sangramento, infecção e aspiração.
Os objetos que geralmente são colocados no nariz incluem papel, pequenas pedras, feijões e pilhas de botão. Os fatores de risco incluem doenças mentais ou transtornos do desenvolvimento. O diagnóstico geralmente é feito por inspeção do nariz. Ocasionalmente, pode ser necessário um exame de imagem.
O tratamento consiste na remoção. Isso pode ser feito com um espéculo nasal e fórceps ou uma sonda curva e pinça. Pedir ao responsável que sele a boca sobre a boca da criança enquanto sopra pode ser eficaz. O uso de fenilefrina no nariz pode ajudar, assim como a sedação para procedimentos. Geralmente, a remoção não é urgentemente necessária, exceto no caso de pilhas ou quando há ímãs colocados em cada narina.
Corpos estranhos nasais são relativamente comuns. Eles ocorrem mais frequentemente em crianças de 2 a 5 anos. Ocorrem mais comumente em meninos do que em meninas.